# Angulorostrum costatum
Angulorostrum costatum är en kräftdjursart som beskrevs av Louis S. Kornicker 1981. Angulorostrum costatum ingår i släktet Angulorostrum och familjen Philomedidae. Inga underarter finns listade i Catalogue of Life.